# Villeneuve-sur-Lot
Villeneuve-sur-Lot é uma comuna francesa na região administrativa da Nova Aquitânia, no departamento Lot-et-Garonne. Estende-se por uma área de 81,36 km². Em 2010 a comuna tinha 22 600 habitantes (densidade: 277,8 hab./km²).